# 1434
Пізнє Середньовіччя •  Відродження •  Реконкіста •  Ганза •  Столітня війна •  Гуситські війни •  Ацтецький потрійний союз

## Геополітична ситуація
Османську державу очолює Мурад II (до 1444). Імператором Візантії є Іоанн VIII Палеолог (до 1448), а імператором Священної Римської імперії — Сигізмунд I Люксембург (до 1437). У Франції королює Карл VII Звитяжний.
Апеннінський півострів розділений: північ належить Священній Римській імперії, середню частину займає Папська область, південь належить Неаполітанському королівству. Деякі міста півночі: Венеція, Флоренція, Генуя тощо, мають статус міст-республік.
Майже весь Піренейський півострів займають християнські Кастилія і Леон, де править Хуан II (до 1454), Арагонське королівство на чолі з Альфонсо V Великодушним (до 1458) та Португалія, де королює Дуарте I Португальський (до 1438). Під владою маврів залишилися тільки землі на самому півдні.
Генріх VI є королем Англії (до 1461). У Кальмарській унії (Норвегії, Данії) королює Ерік Померанський. В Угорщині править Сигізмунд I Люксембург (до 1437). Королем польсько-литовської держави є Владислав III Варненчик (до 1444). У Великому князівстві Литовському княжить Сигізмунд Кейстутович (до 1440).
Частина руських земель перебуває під владою Золотої Орди. Галичина входить до складу Польщі. Волинь належить Великому князівству Литовському. Московське князівство очолює Василь II Темний.
На заході євразійських степів править Золота Орда. У Єгипті панують мамлюки, а Мариніди — у Магрибі. У Китаї править династія Мін. Значними державами Індостану є Делійський султанат, Бахмані, Віджаянагара. В Японії триває період Муроматі.
У Долині Мехіко править Ацтецький потрійний союз на чолі з Іцкоатлем (до 1440). Цивілізація майя переживає посткласичний період. Проходить становлення цивілізації інків.

## Події

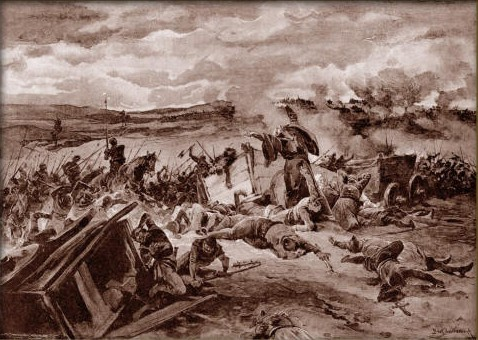
Битва під Липанами. Картина Адольфа Лібшера.

- Королем Польщі став Владислав III Варненчик.
- Утворено Руське воєводство з центром у Львові.
- Після смерті Юрія Дмитровича Галицького боротьбу за Москву проти Василя II Темного продовжили його сини Василь Юрійович Косий та Дмитро Шемяка.
- Митрополит Київський з осідком у Москві Ісидор прибув на Базельський собор.
- Об'єднані сили католиків та чашників завдали поразки таборитам біля Липан. Загинув Прокіп Голий. Гуситські війни закінчилися.
- Унаслідок повстання, на чолі якого став Енгельбрект Енгельбректсон, Ерік Померанський утратив владу в Швеції.
- 5 жовтня, після нетривалого вигнання, до Флоренції повернувся банкір Козімо Медичі (Старший). Перемігши своїх опонентів, він взяв владу в місті у свої руки, формально не займаючи жодної суспільної посади.
- У Римі спалахнуло повстання, що змусило папу Єегенія IV втекти до Флоренції.
- Розпочалося будівництво Нантського собору.
- Засновано Катанійський університет.
- Ян ван Ейк намалював Портрет подружжя Арнольфіні.
- Пномпень став новою столицею держави кхмерів.

## Народились
- 19 березня — Асікаґа Йосікацу, 7-й сьоґун сьоґунату Муроматі.